# Exole
Exole (altgriechisch Ἐξόλη Exólē) ist eine Gestalt der griechischen Mythologie.
Laut der Bibliotheke des Apollodor – der einzigen antiken Quelle, die sie erwähnt – war Exole eine Tochter des Thespios und von  Herakles Mutter des Erythras.

## Quelle
- Bibliotheke des Apollodor 2,7,8